# Szélkút
Szélkút (románul: Sălcud), falu Romániában, Maros megyében.

## Története
1332-ben Zilkuch néven említik először. A középkorban katolikus lakossága volt, amely azonban áldozatául esett az 1348 - 49-es pestisjárványnak. Ezt követően román telepedtek le itt, 1403-ban már román faluként említik meg.
A trianoni békeszerződésig Kis-Küküllő vármegye Radnóti járásához tartozott.

## Népessége
2002-ben 774 lakosa volt, ebből 713 román és 57 cigány és 4 magyar. 2011-ben 652 lakosa volt.

## Vallások
A falu lakói közül 2002-ben 758-an ortodox hitűnek vallották magukat.